# Shorea
Shorea o Meranti es un género  de plantas con flores perteneciente a la familia Dipterocarpaceae con 295 especies descritas. Parecida a la teca pero más resistente.
Son principalmente grandes árboles tropicales de las selvas lluviosas del sudeste de  Asia, desde el norte de India a Malasia, Indonesia y las Filipinas. En el oeste de Malasia y en las Filipinas este género domina los cielos de las selvas tropicales. En las selvas de Sabah se ha encontrado un árbol de este género que es el más alto de los tropicales conocidos. Además, Borneo es el punto caliente del género Shorea con 138 especies, de las cuales 91 son endémicas de la isla.

## Taxonomía
El género fue descrito por Roxb. ex C.F.Gaertn. y publicado en De Fructibus et Seminibus Plantarum. . . . 3: 47. 1805. La especie tipo es: Shorea robusta Gaertn. 
Etimología
Shorea nombre genérico que está dedicado a Sir John Shore, gobernador general de la Compañía de las Indias Orientales entre 1793 y 1798.

## Especies seleccionadas
- Relación de especies de Shorea

## Sinonimia
- Caryolobis, Doona, Isoptera, Pachychlamys, Pentacme